# Vice primo ministro della Romania
Il vice primo ministro della Romania (in rumeno: Vice prim ministru României), ufficialmente vice primo ministro del governo della Romania (Vice prim ministru Guvernului României), è un ministro del governo della Romania responsabile della supplenza del Primo ministro nei vari casi previsti. È considerato un ministro senza portafoglio.

## Elenco

### Vice primi ministri (1932-1947)
|                              | Gheorghe Mironescu | 20 ottobre 1932   | 13 novembre 1933 | PNȚ              | Iuliu Maniu Alexandru Vaida-Voevod   |
| Ufficio non in uso 1933-1936 |                    |                   |                  |                  |                                      |
|                              | Ion Inculeț        | 29 agosto 1936    | 14 novembre 1937 |                  | Gheorghe Tătărescu                   |
| Ufficio non in uso 1937-1939 |                    |                   |                  |                  |                                      |
|                              | Armand Călinescu   | 1º febbraio 1939  | 6 marzo 1939     | FRN              | Miron Cristea                        |
| Ufficio non in uso 1939-1940 |                    |                   |                  |                  |                                      |
|                              | Gheorghe Mihail    | 4 luglio 1940     | 4 settembre 1940 | Mil.             | Ion Gigurtu                          |
|                              | Horia Sima         | 14 settembre 1940 | 20 gennaio 1941  | Guardia di Ferro | Ion Antonescu                        |
|                              | Mihai Antonescu    | 20 gennaio 1941   | 23 agosto 1944   | Indipendente     | Ion Antonescu                        |
|                              | Petru Groza        | 4 novembre 1944   | 28 febbraio 1945 | FP               | Constantin Sănătescu Nicolae Rădescu |
|                              | Gheorghe Tătărescu | 6 marzo 1945      | 5 novembre 1947  | PNL-T            | Petru Groza                          |

### Primi vicepresidenti del Consiglio dei ministri (1948-1989)
|                              | Gheorghe Gheorghiu-Dej | 15 aprile 1948  | 2 giugno 1952    | PMR | Petru Groza                       |
| Ufficio non in uso 1952–1954 |                        |                 |                  |     |                                   |
|                              | Chivu Stoica           | 20 agosto 1954  | 4 ottobre 1955   | PMR | Gheorghe Gheorghiu-Dej            |
|                              | Iosif Chișinevschi     | 20 agosto 1954  | 4 ottobre 1955   | PMR | Gheorghe Gheorghiu-Dej            |
|                              | Alexandru Drăghici     | 20 agosto 1954  | 4 ottobre 1955   | PMR | Gheorghe Gheorghiu-Dej            |
|                              | Emil Bodnăraș          | 4 ottobre 1955  | 19 marzo 1957    | PMR | Chivu Stoica                      |
|                              | Alexandru Drăghici     | 4 ottobre 1955  | 19 marzo 1957    | PMR | Chivu Stoica                      |
|                              | Miron Constantinescu   | 4 ottobre 1955  | 19 marzo 1957    | PMR | Chivu Stoica                      |
|                              | Petre Borilă           | 4 ottobre 1955  | 19 marzo 1957    | PMR | Chivu Stoica                      |
| Ufficio non in uso 1957–1961 |                        |                 |                  |     |                                   |
|                              | Gheorghe Apostol       | 21 marzo 1961   | 17 marzo 1965    | PMR | Ion Gheorghe Maurer               |
|                              | Alexandru Drăghici     | 18 marzo 1965   | 24 luglio 1965   | PMR | Ion Gheorghe Maurer               |
|                              | Emil Bodnăraș          | 18 marzo 1965   | 20 agosto 1965   | PMR | Ion Gheorghe Maurer               |
|                              | Gheorghe Apostol       | 18 marzo 1965   | 20 agosto 1965   | PMR | Ion Gheorghe Maurer               |
|                              | Ilie Verdeț            | 24 luglio 1965  | 20 agosto 1965   | PCR | Ion Gheorghe Maurer               |
|                              | Gheorghe Apostol       | 21 agosto 1965  | 3 gennaio 1967   | PCR | Ion Gheorghe Maurer               |
|                              | Emil Bodnăraș          | 21 agosto 1965  | 8 dicembre 1967  | PCR | Ion Gheorghe Maurer               |
|                              | Alexandru Bârlădeanu   | 21 agosto 1965  | 8 dicembre 1967  | PCR | Ion Gheorghe Maurer               |
|                              | Ilie Verdeț            | 3 gennaio 1967  | 8 dicembre 1967  | PCR | Ion Gheorghe Maurer               |
|                              | Ilie Verdeț            | 9 dicembre 1967 | 18 marzo 1975    | PCR | Ion Gheorghe Maurer Manea Mănescu |
| Ufficio non in uso 1975–1978 |                        |                 |                  |     |                                   |
|                              | Ilie Verdeț            | 7 marzo 1978    | 30 marzo 1979    | PCR | Manea Mănescu                     |
|                              | Gheorghe Oprea         | 7 marzo 1978    | 30 marzo 1979    | PCR | Manea Mănescu                     |
|                              | Gheorghe Oprea         | 30 marzo 1979   | 29 marzo 1980    | PCR | Ilie Verdeț                       |
|                              | Gheorghe Oprea         | 29 marzo 1980   | 22 dicembre 1989 | PCR | Ilie Verdeț Constantin Dăscălescu |
|                              | Ion Dincă              | 29 marzo 1980   | 22 dicembre 1989 | PCR | Ilie Verdeț Constantin Dăscălescu |
|                              | Elena Ceaușescu        | 29 marzo 1980   | 22 dicembre 1989 | PCR | Ilie Verdeț Constantin Dăscălescu |

### Vice primi ministri (1989-)
|                              | Mihai Drăgănescu             | 28 dicembre 1989 | 31 maggio 1990   | FSN          | Petre Roman                     |
|                              | Gelu Voican Voiculescu       | 28 dicembre 1989 | 28 giugno 1990   | FSN          | Petre Roman                     |
|                              | Ion Aurel Stoica             | 28 March 1990    | 28 giugno 1990   | FSN          | Petre Roman                     |
|                              | Anton Vătășescu              | 28 March 1990    | 28 giugno 1990   | FSN          | Petre Roman                     |
| Ufficio non in uso 1990–2008 |                              |                  |                  |              |                                 |
|                              | Dan Nica                     | 22 dicembre 2008 | 1º ottobre 2009  | PSD          | Emil Boc                        |
|                              | Vasile Blaga (ad interim)    | 1º ottobre 2009  | 27 novembre 2009 | PDL          | Emil Boc                        |
|                              | Béla Markó                   | 23 dicembre 2009 | 9 febbraio 2012  | UDMR         | Emil Boc Mihai Răzvan Ungureanu |
| Ufficio non in uso 2012      |                              |                  |                  |              |                                 |
|                              | Florin Georgescu             | 7 maggio 2012    | 21 dicembre 2012 | Independent  | Victor Ponta                    |
|                              | Daniel Chițoiu               | 21 dicembre 2012 | 19 febbraio 2014 | PNL          | Victor Ponta                    |
|                              | Liviu Dragnea                | 21 dicembre 2012 | 5 marzo 2014     | PSD          | Victor Ponta                    |
|                              | Gabriel Oprea                | 21 dicembre 2012 | 5 marzo 2014     | UNPR         | Victor Ponta                    |
|                              | Victor Ponta (ad interim)    | 19 febbraio 2014 | 5 marzo 2014     | PSD          | Victor Ponta                    |
|                              | Kelemen Hunor                | 5 marzo 2014     | 24 novembre 2014 | UDMR         | Victor Ponta                    |
|                              | Liviu Dragnea                | 5 marzo 2014     | 13 dicembre 2014 | PSD          | Victor Ponta                    |
|                              | Gabriel Oprea                | 5 marzo 2014     | 13 dicembre 2014 | UNPR         | Victor Ponta                    |
|                              | Daniel Constantin            | 5 marzo 2014     | 13 dicembre 2014 | PC           | Victor Ponta                    |
|                              | Csilla Hegedüs               | 24 novembre 2014 | 13 dicembre 2014 | UDMR         | Victor Ponta                    |
|                              | Gabriel Oprea                | 17 dicembre 2014 | 9 novembre 2015  | UNPR         | Victor Ponta                    |
|                              | Vasile Dîncu                 | 17 novembre 2015 | 4 gennaio 2017   | Independent  | Dacian Cioloș                   |
|                              | Costin Borc                  | 17 novembre 2015 | 4 gennaio 2017   | Indipendente | Dacian Cioloș                   |
|                              | Daniel Constantin            | 4 gennaio 2017   | 3 aprile 2017    | ALDE         | Sorin Grindeanu                 |
|                              | Sevil Shhaideh               | 4 gennaio 2017   | 14 giugno 2017   | PSD          | Sorin Grindeanu                 |
|                              | Grațiela-Leocadia Gavrilescu | 3 aprile 2017    | 14 giugno 2017   | ALDE         | Sorin Grindeanu                 |
|                              | Augustin Jianu               | 16 giugno 2017   | 29 giugno 2017   | PSD          | Sorin Grindeanu                 |
|                              | Sevil Shhaideh               | 29 giugno 2017   | 17 ottobre 2017  | PSD          | Mihai Tudose                    |
|                              | Marcel Ciolacu               | 29 giugno 2017   | 29 gennaio 2018  | PSD          | Mihai Tudose                    |
|                              | Grațiela-Leocadia Gavrilescu | 29 giugno 2017   | 29 gennaio 2018  | ALDE         | Mihai Tudose                    |
|                              | Paul Stănescu                | 17 ottobre 2017  | 29 gennaio 2018  | PSD          | Mihai Tudose                    |
|                              | Grațiela-Leocadia Gavrilescu | 29 gennaio 2018  | 27 agosto 2019   | ALDE         | Viorica Dăncilă                 |
|                              | Paul Stănescu                | 29 gennaio 2018  | 4 novembre 2019  | PSD          | Viorica Dăncilă                 |
|                              | Viorel Ștefan                | 29 gennaio 2018  | 4 novembre 2019  | PSD          | Viorica Dăncilă                 |
|                              | Raluca Turcan                | 4 novembre 2019  | 23 dicembre 2020 | PNL          | Ludovic Orban                   |
|                              | Dan Barna                    | 23 dicembre 2020 | 6 settembre 2021 | USR          | Florin Cîțu                     |
|                              | Kelemen Hunor                | 23 dicembre 2020 | 25 novembre 2021 | UDMR         | Florin Cîțu                     |
|                              | Sorin Grindeanu              | 25 novembre 2021 | 15 giugno 2023   | PSD          | Nicolae Ciucă                   |
|                              | Kelemen Hunor                | 25 novembre 2021 | 15 giugno 2023   | UDMR         | Nicolae Ciucă                   |
|                              | Marian Neacșu                | 15 giugno 2023   | 23 giugno 2025   | PSD          | Marcel Ciolacu                  |
|                              | Cătălin Predoiu              | 15 giugno 2023   | 23 giugno 2025   | PNL          | Marcel Ciolacu                  |
|                              | Barna Tánczos                | 23 dicembre 2024 | 23 giugno 2025   | UDMR         | Marcel Ciolacu                  |
|                              | Marian Neacșu                | 23 giugno 2025   | in carica        | PSD          | Ilie Bolojan                    |
|                              | Cătălin Predoiu              | 23 giugno 2025   | in carica        | PNL          | Ilie Bolojan                    |
|                              | Ionuț Moșteanu               | 23 giugno 2025   | in carica        | USR          | Ilie Bolojan                    |
|                              | Barna Tánczos                | 23 giugno 2025   | in carica        | UDMR         | Ilie Bolojan                    |
|                              | Dragoș Anastasiu             | 23 giugno 2025   | in carica        | Indipendente | Ilie Bolojan                    |